# 山形村 (青森県)
山形村（やまがたむら）は、かつて青森県にあった村。

## 地理
- 山岳：柏木山、富岡山、二ツ森、貝吹山、横足山、黒森山、貝吹山、空岱山、南沢岳、紅葉山、田代山、上湯沢山、下岳、雷山

- 河川：浅瀬石川、堤沢川、中野川、二庄内川、青荷川、森谷沢、鳥沢、大小川沢、上湯沢、スルスケット沢、湯ノ沢、冷水沢、青荷沢

- 湖沼：虹の湖(沖浦ダム)、藤の湖(大穴ダム)

## 沿革
- 1889年（明治22年）4月1日 - 町村制施行により南津軽郡下山形村、上山形村、花巻村、南中野村、牡丹平村、石名坂村、豊岡村、温湯村、大川原村、板留村、二庄内村、沖浦村、袋村が合併し、山形村が発足。
- 1954年（昭和29年）7月1日 - 南津軽郡黒石町、中郷村、六郷村、浅瀬石村と合併し市制施行して黒石市となる。

## 村長
- 竹内清明